# Ambassade d'Espagne en Guinée
L'ambassade d'Espagne en Guinée est la principale représentation diplomatique de la république d'Espagne en Guinée.

## Liste des ambassadeurs
| N° | Nom et prénoms                   | Début | Fin      |
| -- | -------------------------------- | ----- | -------- |
| 01 | Angel Antonio Carascal Gutierrez | 2024  | En cours |